# 에지마역
에지마역(일본어: 江島駅)은 일본 아이치현 도요카와시에 위치한 도카이 여객철도 이다선의 철도역이다. 단선 승강장 1면 1선의 구조를 갖춘 지상역이다.

## 이용 현황
| 연도     | 하루 평균 |
| 2002년도 | 111       |
| 2003년도 | 105       |
| 2004년도 | 107       |
| 2005년도 | 99        |
| 2006년도 | 100       |
| 2007년도 | 98        |
| 2008년도 | 98        |
| 2009년도 | 97        |
| 2010년도 | 94        |
| -------- | --------- |

## 역 주변
- 국도 제151호선

## 역사
- 1926년 11월 10일 : 도요카와 철도의 에지마 정류장으로서 개업.
- 1943년 8월 1일 : 국유화, 국철 이다선의 에지마역으로 한다.
  - 당초는, 도카이도 본선 하마마쓰 · 나고야 간, 이다선, 주오 본선 가미스와 · 시오지리 간의 각 역과 마쓰모토역을 발착하는 여객만을 취급한다는 제한이 되어 있다.
- 1954년 12월 1일 : 도쿄도 구내의 각 역 · 나가노역을 발착하는 여객의 취급도 개시.
- 1963년 9월 1일 : 여객의 제한을 철폐.
- 1987년 4월 1일 : 일본국유철도 분할 민영화에 의해, 도카이 여객철도가 승계.

## 인접 역
| 도카이 여객철도 이다선 | 도카이 여객철도 이다선 | 도카이 여객철도 이다선 |
| ---------------------- | ---------------------- | ---------------------- |
| 나가야마 도요하시 방면 | ■ 이다선               | 도조 다쓰노 방면       |